# Coelioxys aperta
Coelioxys aperta är en biart som beskrevs av Cresson 1878. Coelioxys aperta ingår i släktet kägelbin, och familjen buksamlarbin. Inga underarter finns listade i Catalogue of Life.